# 1 Armia Pancerna (ZSRR)
1 Armia Pancerna (ros. 1-я танковая армия) – związek operacyjny Armii Czerwonej z okresu II wojny światowej.

## Historia
1 Armia Pancerna została sformowana na mocy rozkazu z 22 lipca 1942 roku, i została włączona w skład Frontu Stalingradzkiego. Wzięła udział w walkach w obronie Stalingradu (Operacja Uran, Operacja Mały Saturn). W czasie tych walk poniosła znaczne straty m.in. utraciła wszystkie czołgi i w sierpniu 1942 została rozformowana, a dowodzącemu nią gen. Moskalence powierzono dowództwo 1 Gwardyjskiej Armii.
Powtórnie sformowana została w lutym 1943 i weszła w skład Frontu Woroneskiego. W jego składzie wzięła udział w bitwie na łuku kurskim, wyzwalaniu prawobrzeżnej Ukrainy i walkach z armią niemiecką na południowo-wschodnich ziemiach II Rzeczypospolitej. Rozkazem z 25 kwietnia 1944 przemianowana została na 1 Gwardyjską Armię Pancerną.

## Dowództwo armii
Dowódcy:
- gen. mjr Kiriłł Moskalenko[6] (24.07.1942 – 09.08.1942),
- gen. płk. Michaił Katukow[5] (30.01.1943 – 25.04.1944).

Szefowie sztabu:
- płk S. Iwanow (26.07.1942 - 06.08.1942),
- gen. mjr Nikołaj Dronow (30.01.1943 - 18.02.1943),
- gen. por. Michaił Szalin (18.02.1943 - 25.04.1944)[1].

## Struktura organizacyjna
Skład 1 lipca 1942:
- 13 Korpus Pancerny
- 28 Korpus Pancerny
- 158 Brygada Pancerna

Skład 1 lipca 1943:
- 3 Korpus Zmechanizowany
- 6 Korpus Pancerny
- 31 Korpus Pancerny